# Gröditz
Gröditz is een stad en plaats in de Duitse deelstaat Saksen, en maakt deel uit van de Landkreis Meißen.
Gröditz telt 6.932 inwoners. De stad ligt op een rond 100 meter hoog gelegen laagvlakte, waar de Röder doorheen stroomt. De stad ligt aan de Saksische kant van de grens met Brandenburg. Tot Gröditz behoren naast de kernstad de ortsteilen Nauwalde, Nieska, Reppis, Spansberg en Schweinfurth.

## Geboren
- Klaus Sammer (1942), voetballer en voetbalcoach
- Dieter Riedel (1947), voetballer